# Leupold Scharnschlager
Leupold Scharnschlager, auch Leupolt Scharnschlager, Leopold Scharnschlager und Leupold der Seifensieder genannt (* um 1485 vermutlich in Hopfgarten, Tirol; † März 1563 in Ilanz, Graubünden), war ein Tiroler Gutsbesitzer und eine führende Persönlichkeit der reformatorischen Täuferbewegung.

## Leben
Über die Kindheit und Jugend Scharnschlagers ist nichts bekannt, auch über sein genaues Geburtsjahr können nur Vermutungen angestellt werden. Überliefert ist, dass er vor seiner Begegnung mit der Täuferbewegung seinen Lebensunterhalt als Gutsbesitzer und durch eine handwerkliche Tätigkeit als Seifensieder verdiente. Sein Anwesen befand sich in Hopfgarten bei Kitzbühel. Verheiratet war er mit der wohlhabenden Witwe Anna, geborene Honigler, verwitwete Steger. Aus der Ehe ging die Tochter Ursula hervor, die während Scharnschlagers Aufenthalt in Straßburg den Uhrmacher Hans Felix kennenlernte, ihn heiratete und mit ihm nach Mähren zog.
Am Anfang von Leupold Scharnschlagers Weg zu den Täufern stand der Wasserbauingenieur und das spätere Oberhaupt des sogenannten Marbeck-Kreises Pilgram Marbeck, der ebenfalls aus Tirol stammte. Um 1530 musste Scharnschlager mit seiner Frau Anna und Tochter Ursula seine Heimat verlassen und folgte Marbeck nach Straßburg, wo er zu dessen bedeutendstem Mitarbeiter wurde. Unter seinem Einfluss entwickelte sich der Täuferkreis in Speyer zu einer der wichtigsten täuferischen Gemeinden der südwestdeutschen Region. 1544 – so wird angenommen – folgte Scharnschlager Pilgram Marbeck nach Augsburg, wurde dort jedoch wegen seiner täuferischen Missions-, Lehr- und Schreibtätigkeiten zu einer Geldbuße von 40 Gulden verurteilt und anschließend – gemeinsam mit seiner Ehefrau – außer Landes verwiesen. Ab 1546 wohnte das Ehepaar Scharnschlager in Ilanz / Graubünden, wo Leupold eine Anstellung als Schulmeister gefunden hatte. Weitgehend unerkannt im Untergrund wirkte er dort bis zu seinem Tod als Führer einer kleinen Täufergemeinde und hielt durch Sendbriefe Kontakt zu verschiedenen verstreuten täuferischen Gemeinden bis hin nach Mähren.
Nach dem Tod des Ehepaares Scharnschlager kam es zu einem Erbschaftsstreit, über den eine umfangreiche Aktensammlung existiert.

## Werke (Auswahl)
1542 gab Scharnschlager gemeinsam mit Marbeck die Bekenntnisse des Täufers Bernd Rothmann heraus. Ebenfalls von 1542 datiert eine vermutlich von ihm und Marbeck gemeinsam verfasste Schrift mit dem Kurztitel Vermahnung. Beteiligt war er auch an der Abfassung der Marbeckschen Schrift Verantwurtung über Casparn Schwenckfelds Judicium. Die genannten Werke sind u. a. hier veröffentlicht:
- Vermahnung, in: Gedenkschrift zum 400jährigen Jubiläum der Mennoniten oder Taufgesinnten 1525 - 1925, 1925 (hrsg. von Christian Hege)
- Verantwurtung über Caspar Schweckfelds Judicium, 1542, in: Quellen und Forschungen zur Geschichte der oberdeutschen Taufgesinnten im 16. Jahrhundert, 1929, S. 61–578 (hrsg. von Johann Loserth)
- Heinold Fast (Hrsg.): Der linke Flügel der Reformation. Glaubenszeugnisse der Täufer, Spiritualisten, Schwärmer und Antitrinitarier, Bremen 1962, S. 117–137

Folgende Schriften Scharnschlagers finden sich im sogenannten Kunstbuch des Jörg Propst Rothenfelders
- Ob ein Christ ein Amt in der Obrigkeit wahrnehmen kann[4]
- An die Brüder in Graubünden und Appenzell: Vermahnung und Trost in allerlei Trübsal (nach dem 24. Mai 1544)[5]
- An Martin Plaickhner in Chur: Trostepistel von der Liebe Gottes, 24. Mai 1544[6]
- An alle Wahrgläubigen, besonders die im Elsass: Vom wahren Glauben und gemeinsamen Heil in Christus[7]